# Oorlogswinter
Oorlogswinter é um filme belgo-neerlandês de 2008, dos gêneros drama, guerra e ficção histórica, dirigido por Martin Koolhoven, com roteiro de Mieke de Jong, Paul Jan Nelissen e do próprio diretor baseado no romance homônimo de Jan Terlouw.
Rebatizado em inglês como Winter in Wartime, foi lançado nos Estados Unidos em 18 de março de 2011 pela Sony Pictures Classics. e representou os Países Baixos na disputa pela indicação do Oscar 2009, organizada pela Academia de Artes e Ciências Cinematográficas.[carece de fontes?]

## Sinopse
O filme é sobre um adolescente holandês, chamado Michiel van Beusekom, que tenta ajudar a resistência holandesa durante a Segunda Guerra Mundial ajudando um aviador britânico a ficar fora das mãos dos alemães durante a ocupação nazista na Holanda.

## Elenco
- Martijn Lakemeier - Michiel van Beusekom
- Yorick van Wageningen - Oom Ben
- Jamie Campbell Bower - Jack
- Raymond Thiry - Vader van Beusekom
- Melody Klaver - Erica van Beusekom
- Anneke Blok - Moeder van Beusekom
- Mees Peijnenburg - Dirk Knopper
- Tygo Gernandt - Bertus
- Dan van Husen - Auer
- Ad van Kempen - Schafter

## Recepção
No agregador de críticas Rotten Tomatoes, o filme tem uma taxa de aprovação de 74% com base em 66 opiniões. O consenso crítico do site diz: "Um melodrama envolvente e bem filmado da Segunda Guerra Mundial com elementos de suspense misturados com sucesso."  No Metacritic, o filme tem uma pontuação média de 66 em 100, com base em 18 críticos, indicando "avaliações geralmente favoráveis".